# Mirocin Średni
Mirocin Średni (niem. Mittel Herzogswaldau, dawniej Bolesławów Średni) – wieś w Polsce położona w województwie lubuskim, w powiecie nowosolskim, w gminie Kożuchów. 
Miejscowość prawdopodobnie wydzielona została w XIV wieku, pierwszy raz miejscowość jest wymieniana w 1512 roku. W drugiej połowie XVI wieku powstał dwór. Po drugiej wojnie światowej w dawnych budynkach dworskich powstały biura administracyjne i mieszkania pracowników PGR. Aktualnie dwór jest zniszczony, zachował się tylko jeden budynek 
folwarczny.
W latach 1975–1998 miejscowość administracyjnie należała do województwa zielonogórskiego.
W latach 1954–1958 wieś należała i była siedzibą władz gromady Mirocin Średni, po jej zniesieniu w gromadzie Kożuchów, od 1962 r. znów była siedzibą gromady Mirocin Średni. W latach 1973–1976 miejscowość była siedzibą gminy Mirocin Średni.

## Zabytki
Do wojewódzkiego rejestru zabytków wpisany jest:
- zespół dworski, z XVII wieku:
  - dwór obronny z XVI w.
  - park
- park dworski II, z początku XX wieku

## Demografia
Liczba mieszkańców miejscowości w poszczególnych latach:
| Rok  | Ilość mieszkańców |
| ---- | ----------------- |
| 1998 | 259               |
| 2002 | 277               |
| 2009 | 276               |
| 2011 | 274               |
| 2021 | 220               |

Od roku 1998 do 2021 liczba mieszkańców Mirocina Średniego zmniejszyła się o 15,1%.